# Igreja Matriz de Santa Maria da Feira

A Igreja de Santa Maria da Feira, também referida como Igreja Paroquial de Santa Maria da Feira e Igreja de Nossa Senhora da Assunção. no Alentejo, localiza-se no Largo de Santa Maria, na freguesia de Beja (Salvador e Santa Maria da Feira), na cidade e município de Beja, distrito de mesmo nome, em Portugal.
A Igreja de Santa Maria da Feira e o conjunto de edifícios a que pertence e a Torre anexa encontram-se classificados como Imóvel de Interesse Público desde 1959.

## História
Acredita-se que o primitivo templo terá origem no período visigótico, possivelmente em pleno século VII ou século VIII. Quando da invasão muçulmana da península Ibérica terá sido convertida em mesquita.
Em 1259 foi edificada uma nova igreja, sob a invocação de Santa Maria, por iniciativa de Afonso III de Portugal. A paróquia passou a ser designada como de "Santa Maria da Feira" uma vez que, também por licença de D. Afonso III, em 1261, na área ao redor da igreja passou a ser realizada a feira da povoação. Em 1270 o templo foi doado à Ordem de Avis.
Em 1922 o arquiteto Pardal Monteiro projetou uma nova sede da Caixa Geral de Depósitos erguida ao lado da igreja, no lugar da antiga capela de Nossa Senhora do Rosário. Desde então a igreja está separada da torre sineira pelo edifício da Caixa.

## Características
No exterior do templo destaca-se a galilé, construída por volta de 1500 em estilo manuelino-mudéjar, típico da região alentejana entre os séculos XV e XVI. As arcadas ogivais da galilé são separados por contrafortes cilíndricos com terminações cónicas circundados por merlões chanfrados. A torre sineira medieval possui um precioso sino do século XIV.
O corpo da igreja foi totalmente remodelado no último quartel do século XVI, o que suprimiu quase todos os vestígios medievais do templo. Na parte externa da cabeceira, porém, ainda pode ser vista a estrutura gótica original da capela-mor, de forma poligonal com contrafortes e janelões de arco quebrado.
O interior tem planta longitudinal, com três naves de igual altura cobertas com abóbodas e separadas por colunas cilíndricas com capitéis toscanos. Esse esquema arquitectónico segue o de outras igrejas tardo-renascentistas da época como a Igreja de Santo Antão de Évora.
O altar-mor neoclássico (fins do século XVIII), em madeira, é sóbrio. Os altares laterais em talha dourada datam dos séculos XVII e XVIII e são de grande qualidade. Entre estes, destaca-se o da Capela de Nossa Senhora do Rosário, com talha realizada entre 1677 e 1681 em estilo nacional segundo projecto de Manuel João da Fonseca com uma monumental Árvore de Jessé (árvore genealógica de Jesus Cristo). Outro altar importante é o de São Miguel Arcanjo, de talha polícroma em estilo barroco. O Altar do Santíssimo Sacramento, em mármore policromo em estilo neoclássico, foi realizado em finais do século XVIII e possui uma tela representando a Última Ceia da autoria de Pedro Alexandrino de Carvalho.

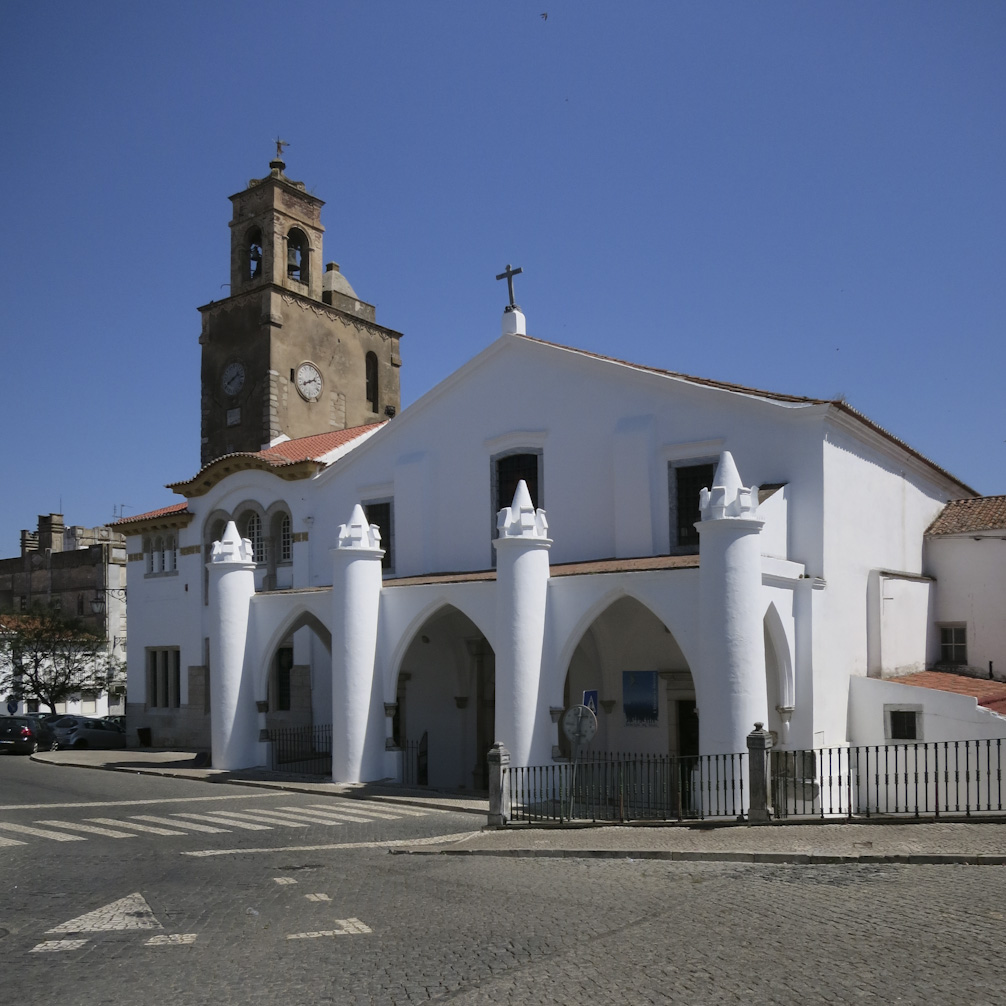
Fachada principal e galilé (c. 1500)
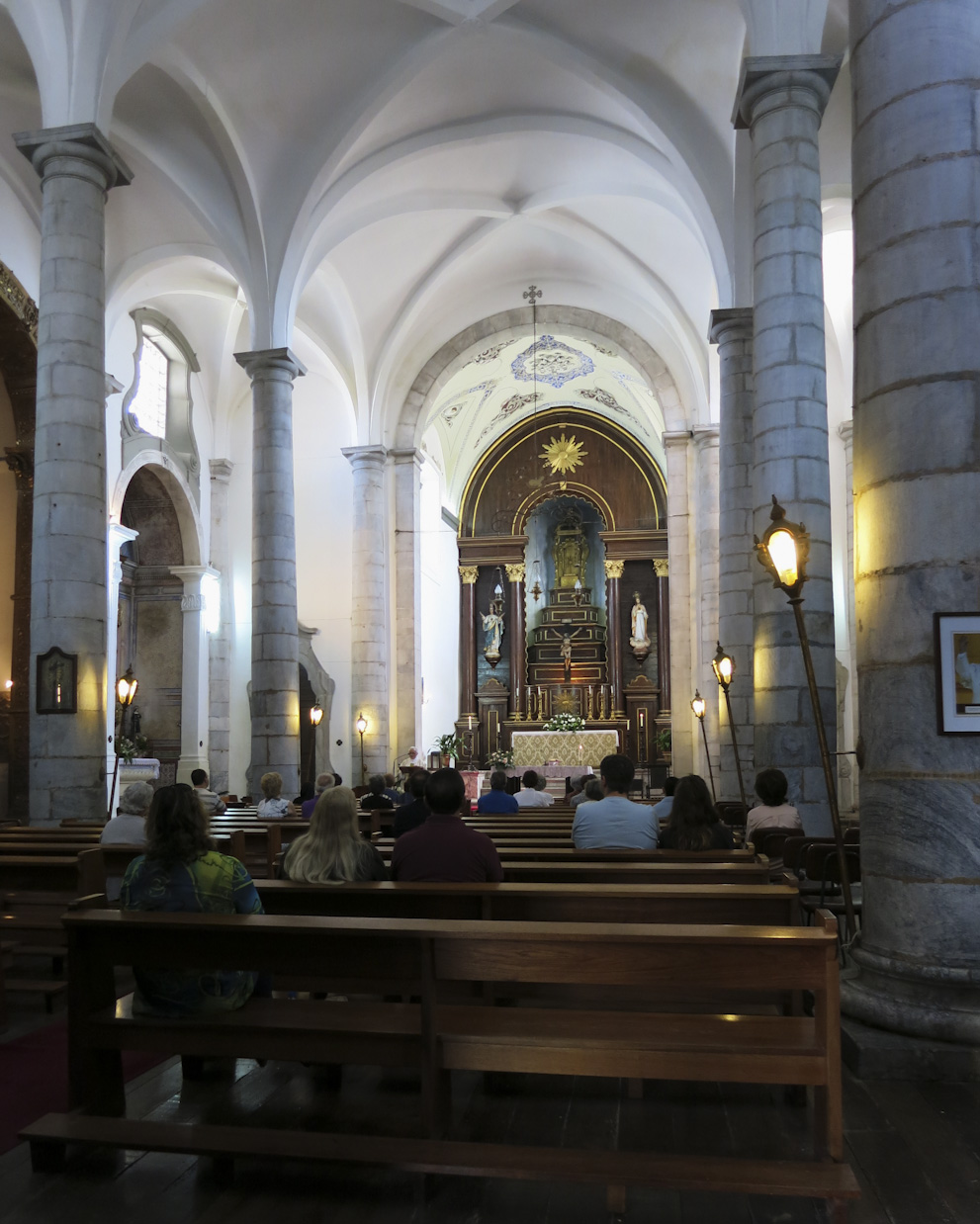
Interior renascentista (s. XVI)
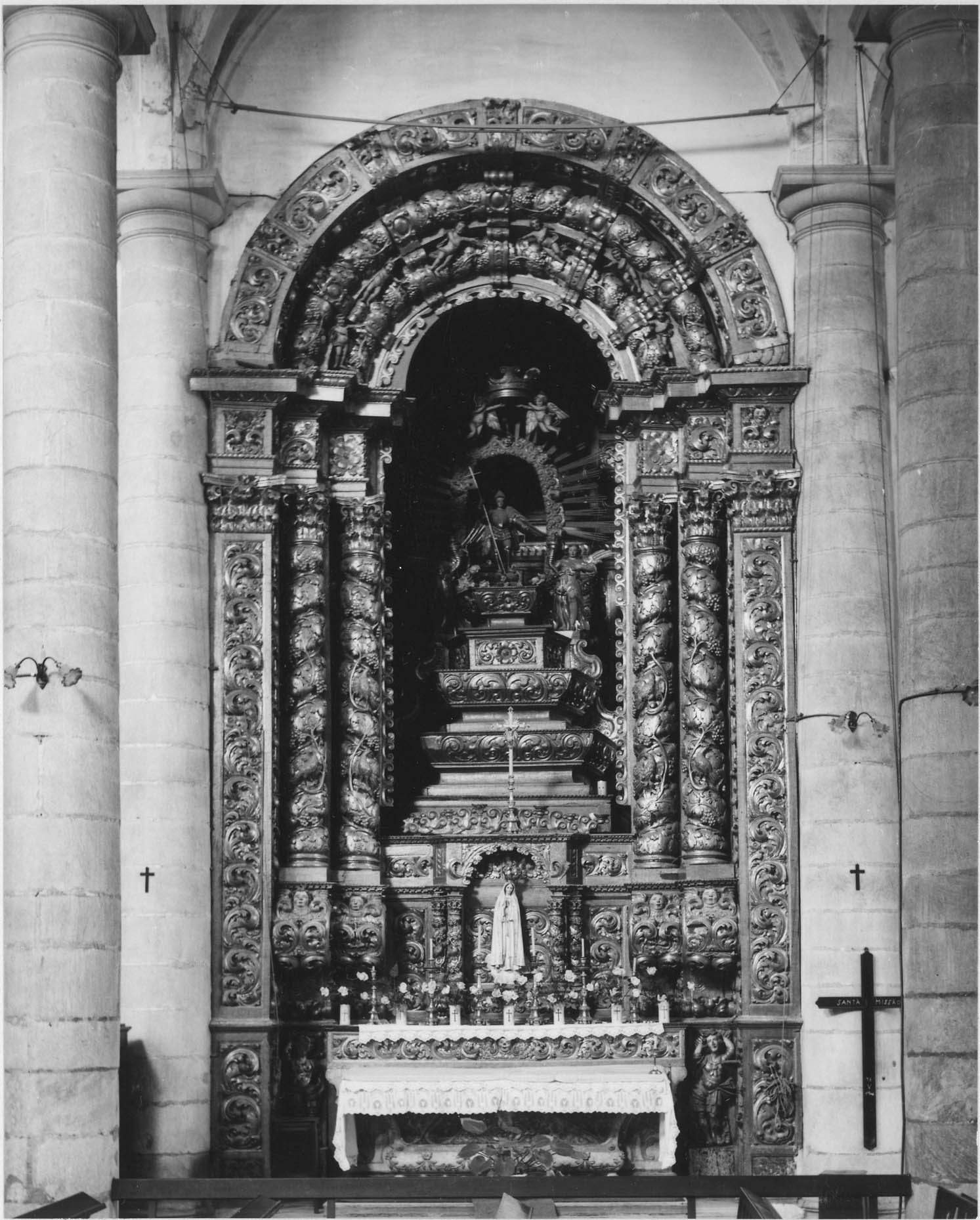
Altar de S. Miguel Arcanjo (s. XVII)
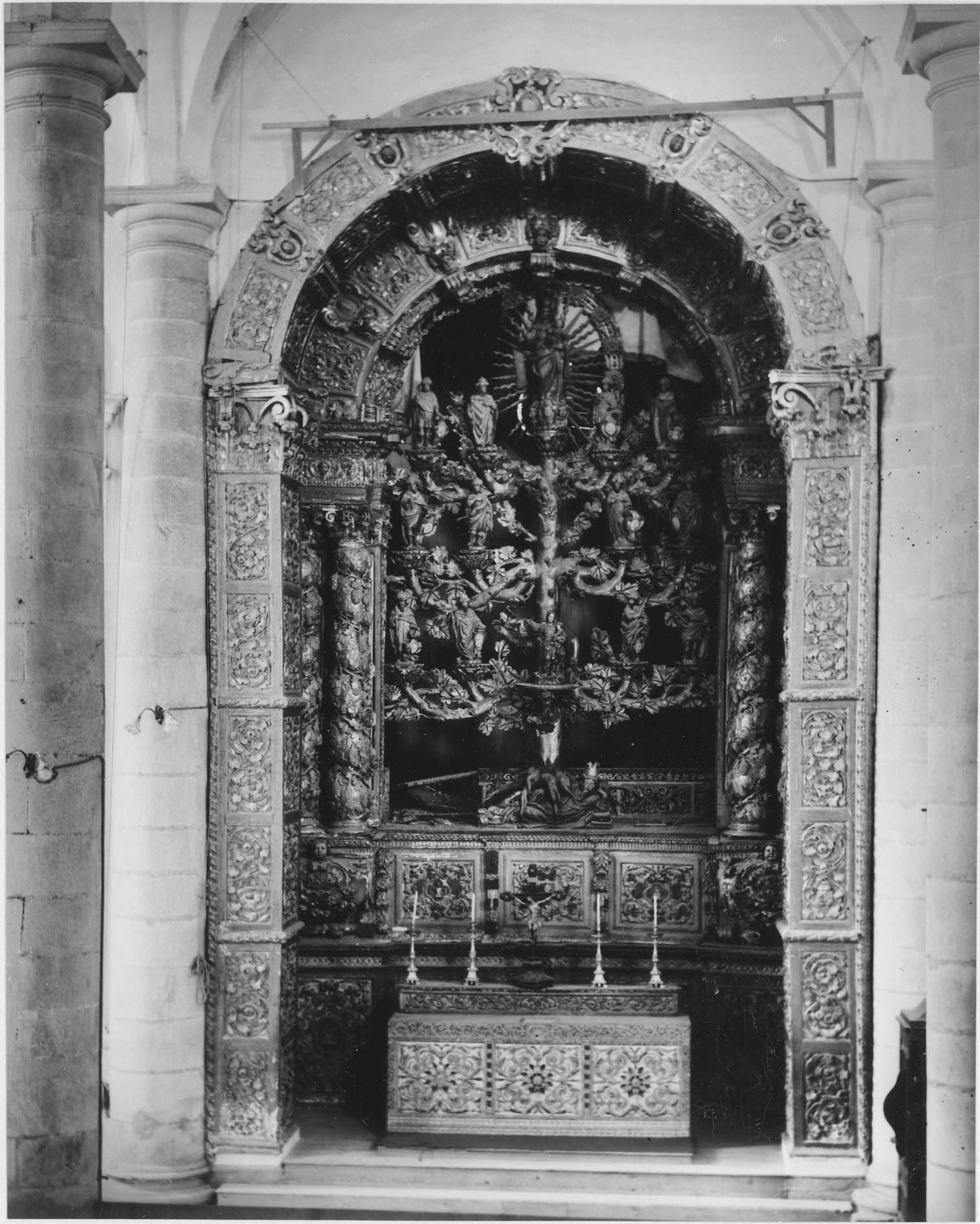
Capela da Árvore de Jessé (s. XVII)